# Benhuset i Sedlec

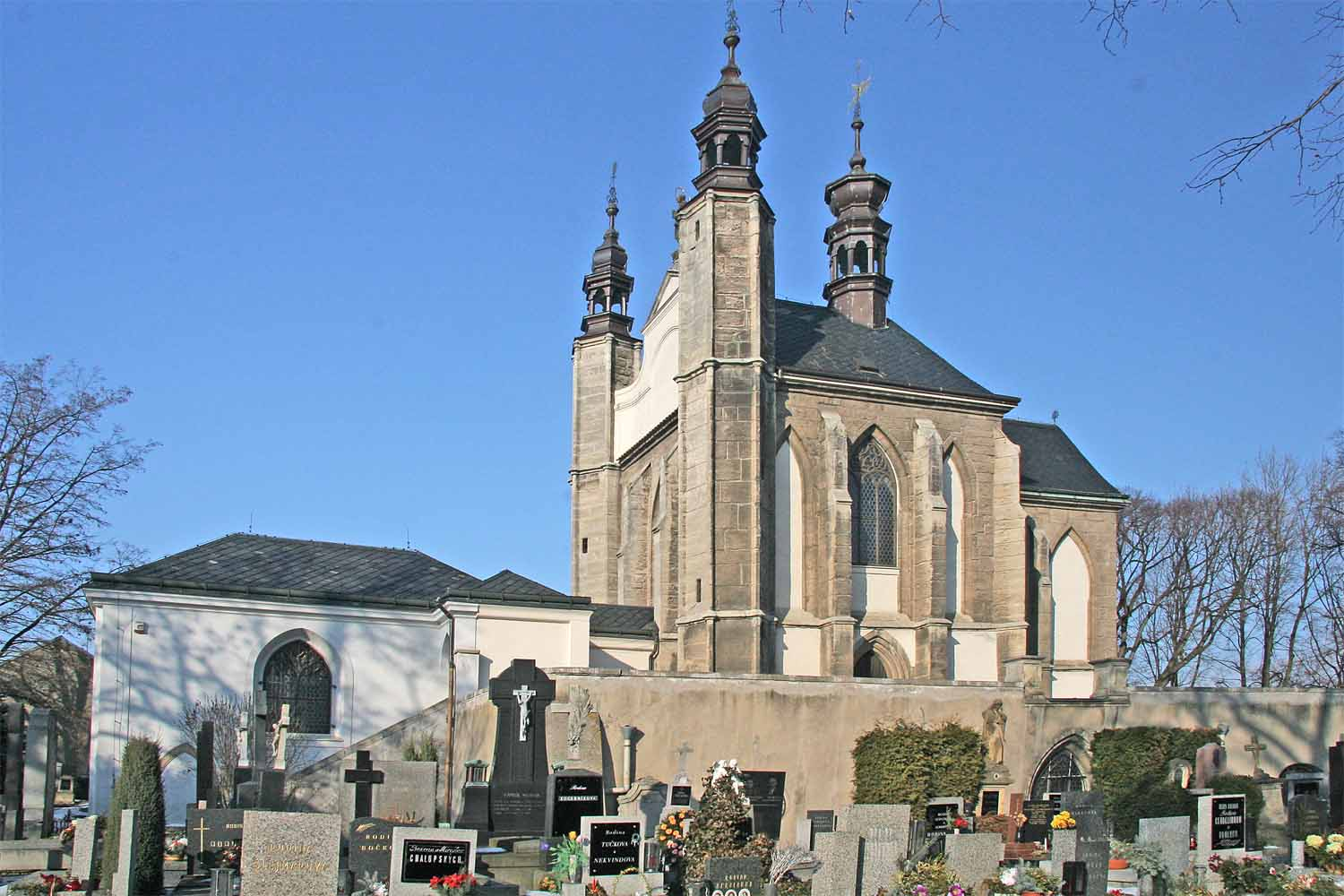
Kapellet sett från kyrkogården.

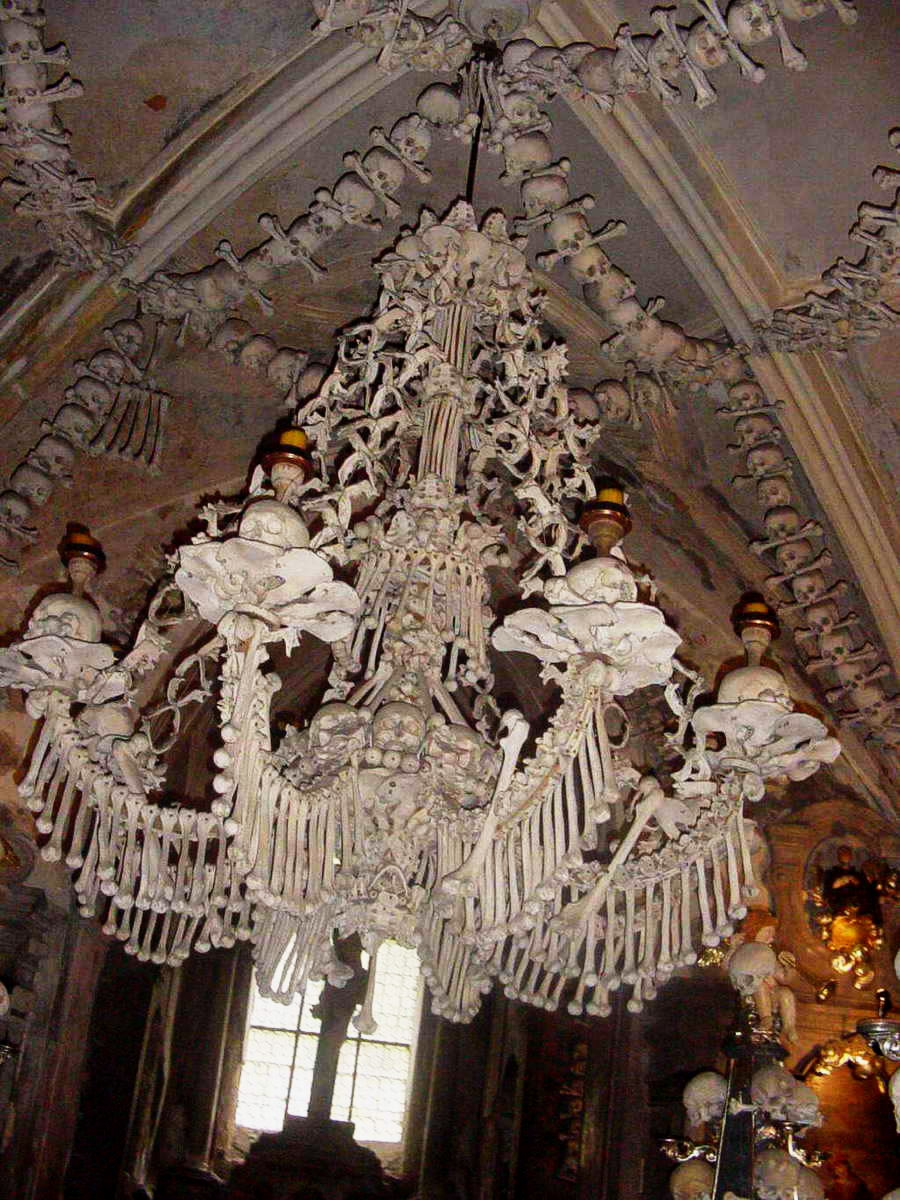
Ljuskrona av ben.

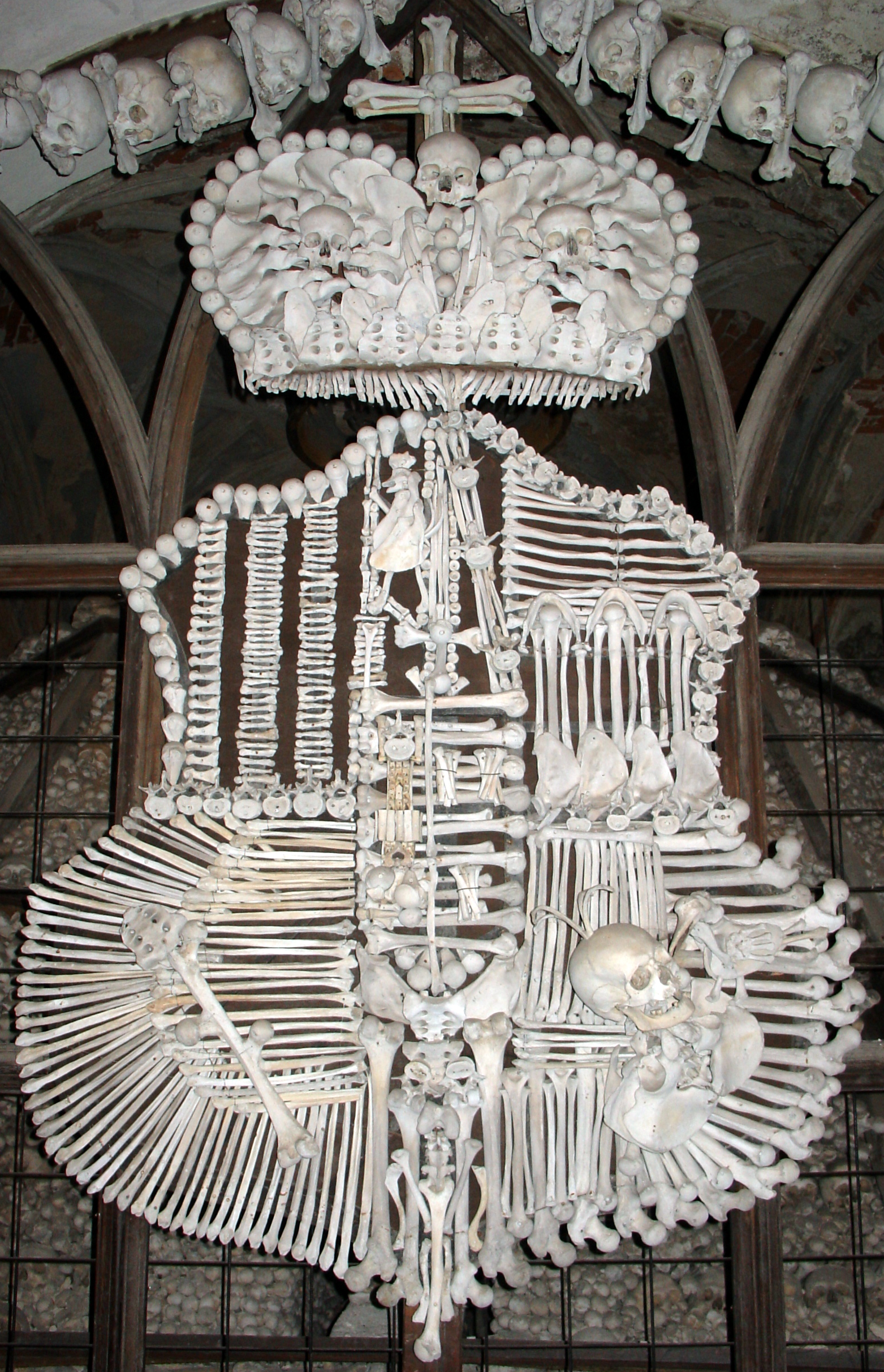
Schwarzenbergsläktens vapensköld i ben.

Benhuset i Sedlec, Sedlec-ossuariet eller Skelettkyrkan i Sedlec (på tjeckiska kostnice Sedlec) är ett romersk-katolskt kapell på kyrkogården till Allahelgonagravkyrkan i Sedlec, en stadsdel i Kutná Hora, 70 km öster om Prag. Kapellet är känt för ossuariet i kryptan som innehåller konstfullt arrangerade ben från cirka 40 000 människor. Arrangemangen utgör både dekoration och inventarier i kapellet.

## Bakgrund
Abboten Henrik vid Cisterciensklostret i Sedlec sändes till det heliga landet år 1278 av kung Ottokar II. Där besökte han Golgata och därifrån tog han med sig en kruka med jord. Vid återkomsten till Sedlec spred han ut jorden på kyrkogården. Ryktet om att det fanns en kyrkogård med jord från Golgata spred sig och folk vallfärdade till Sedlec för att bli begravna eller begravas av sina anhöriga i särskilt helig jord. Efter bland annat digerdödens härjningar var det för trångt på kyrkogården trots att folk sedan länge begravts stående. Enligt legenden fick en blind munk i uppdrag att inreda ett ossuarium i det gotiska kapellet som byggts på kyrkogården vid sekelskiftet till 1400, för att ge mer plats på kyrkogården.
År 1870 anlitade ätten Schwarzenberg bildsnidaren František Rint för att få ordning på benhögarna i ossuariet. Han gjorde ett imponerande, och ganska makabert, arbete. I vart och ett av kapellets hörn är benen upplagda i klockform. En stor sexarmad ljuskrona hänger i taket. Den innehåller minst ett av alla skelettets ben. Det finns flera girlander och rosenkransar av dödskallar, en komplett altartavla, ätten Schwarzenbergs vapensköld och mäster Rints egen signatur.

## Liknande ossuarier
Santa Maria della Concezione dei Cappuccini i Rom har ett ossuarium med arrangerade skelettdelar.